# NGC 254
NGC 254 ist eine Linsenförmige Galaxie vom Hubble-Typ SB0 im Sternbild Bildhauer am Südsternhimmel. Sie ist schätzungsweise 72 Millionen Lichtjahre von der Milchstraße entfernt und hat einen Durchmesser von etwa 55.000 Lichtjahren.
Das Objekt wurde am 28. September 1834 von dem britischen Astronomen John Herschel entdeckt.